# Liga Mexicana del Pacífico 2021-22
La Temporada 2021-22 de la Liga Mexicana del Pacífico es la 64.ª edición, dio inicio el 5 de octubre de 2021 con la visita de los Venados de Mazatlán a los Tomateros de Culiacán, los Sultanes de Monterrey a los Charros de Jalisco, mientras que los Águilas de Mexicali visitaron a los Naranjeros de Hermosillo. El resto de los juegos inaugurales se realizaron el 6 y 7 de octubre, dando inicio al rol regular el 8 de octubre.
La primera vuelta terminó el 11 de noviembre y la segunda vuelta finalizó el 23 de diciembre de 2021. Los Playoffs iniciaron el 25 de diciembre, las semifinales el 4 de enero de 2022, la final empezó el 14 de enero y finalizó el 22 de enero con la coronación de los Charros de Jalisco al vencer 4-3 a los Tomateros de Culiacán en la serie final.

## Sistema de competencia

### Temporada regular
La temporada regular se divide en dos vueltas, para totalizar 68 partidos para cada uno de los 10 equipos. 
La primera vuelta está integrada de 35 juegos y la segunda de 33 juegos para cada club. Al término de cada vuelta, se asigna a cada equipo una puntuación conforme a la posición que ocuparon en el standing, bajo el siguiente esquema:
- Primera posición: 10 puntos
- Segunda: 9 puntos
- Tercera: 8 puntos
- Cuarta: 7 puntos
- Quinta: 6 puntos
- Sexta: 5,5 puntos
- Séptima: 5 puntos
- Octava: 4,5 puntos
- Novena: 4 puntos
- Décima: 3,5 puntos

Al concluir el rol regular, se realiza un "Standing de Puntos" donde clasificarán  los 8 equipos que hayan sumado más puntos considerando las dos mitades. En los casos de empate en puntos, se aplican los siguientes criterios para desempate:
1. Mayor porcentaje de juegos ganados y perdidos entre los equipos empatados.
2. Dominio entre los clubes empatados.

Con el fin de transparentar totalmente el criterio del dominio, se precisa lo siguiente:
a) Que cuando dos equipos queden empatados en juegos ganados y perdidos, la mayor puntuación se otorgará al equipo que le haya ganado más juegos al rival.
b) Cuando tres o más equipos quedasen empatados en el porcentaje de juegos ganados y perdidos, la regla del dominio solo procederá si uno de los equipos empatados tiene dominio sobre la totalidad de los otros equipos.
c) Esta regla no procederá cuando habiendo empatados en juegos ganados y perdidos tres o más equipos el dominio haya sido alterno.
3.º-  Mayor porcentaje de “run-average” general de los equipos involucrados (TCA*100 / TCR).
4.º-  Sorteo.

### Play-off
Se enfrentarán el 1.º vs el 8.º , el 2.º vs el 7.º , el 3.º vs. el 6.º y el 4.º vs. el 5.º Lugares del Standing General de puntos, en una serie de 7 juegos a ganar 4, iniciándose la serie en casa de los ocupantes del 1.º ,  2.º , 3.º y 4.º lugares, bajo el sistema de 2 – 3 – 2 (casa-gira-casa).

### Semifinal
Una vez definidos los 4 equipos que jugarán la semifinal se cancela el sistema de puntuación de las dos vueltas.
La series semifinales serán también a ganar 4 de 7 juegos posibles, bajo el sistema de 2-3-2, enfrentándose el 1.º vs el 4.º y el 2.º vs el 3.º lugares del Standing General de ganados y perdidos. Las series se iniciarán en casa del 1.º y 2.º Lugares del Standing General de ganados y perdidos.

### Final
Los dos equipos ganadores de la semifinal se enfrentarán por el Campeonato de la LMP en una serie de 7 juegos a ganar 4, bajo el sistema 2-3-2, iniciándose la serie en casa del mejor clasificado del Standing General de ganados y perdidos.

## Equipos participantes
| Liga Mexicana del Pacífico 2021-22 |           |                      |                           |                          |           |
| Equipo                             | Fundación | Mánager              | Ciudad                    | Estadio                  | Capacidad |
| Águilas de Mexicali                | 1948      | Gil Velázquez        | Mexicali, Baja California | Nido de los Águilas      | 17,000    |
| Algodoneros de Guasave             | 1970      | Oscar Robles         | Guasave, Sinaloa          | Kuroda Park              | 8,000     |
| Cañeros de Los Mochis              | 1947      | Víctor Bojórquez     | Los Mochis, Sinaloa       | Emilio Ibarra Almada     | 12,000    |
| Charros de Jalisco                 | 1946      | Roberto Vizcarra     | Guadalajara, Jalisco      | Charros                  | 16,500    |
| Mayos de Navojoa                   | 1950      | Matías Carrillo      | Navojoa, Sonora           | Manuel Ciclón Echeverría | 11,500    |
| Naranjeros de Hermosillo           | 1945      | Juan Gabriel Castro  | Hermosillo, Sonora        | Sonora                   | 16,000    |
| Sultanes de Monterrey              | 1939      | Gerardo Álvarez      | Monterrey, Nuevo León     | Monterrey                | 21,906    |
| Tomateros de Culiacán              | 1965      | Benjamín Gil         | Culiacán, Sinaloa         | Tomateros                | 21,000    |
| Venados de Mazatlán                | 1945      | Eddie Díaz           | Mazatlán, Sinaloa         | Teodoro Mariscal         | 16,000    |
| Yaquis de Ciudad Obregón           | 1947      | Sergio Omar Gastelum | Ciudad Obregón, Sonora    | Yaquis                   | 16,000    |

## Standings
- Actualizado el 17 de diciembre de 2021

### Primera vuelta
| Equipos                  | JJ | JG | JP | PCT  | JV   | PTS  |
| ------------------------ | -- | -- | -- | ---- | ---- | ---- |
| Mayos de Navojoa         | 32 | 20 | 12 | .625 | -    | 10.0 |
| Algodoneros de Guasave   | 32 | 19 | 13 | .594 | 1.0  | 9.0  |
| Charros de Jalisco       | 32 | 18 | 14 | .563 | 2.0  | 8.0  |
| Yaquis de Ciudad Obregón | 32 | 18 | 14 | .563 | 2.0  | 7.0  |
| Tomateros de Culiacán    | 32 | 17 | 15 | .531 | 3.0  | 6.0  |
| Naranjeros de Hermosillo | 32 | 16 | 16 | .500 | 4.0  | 5.5  |
| Sultanes de Monterrey    | 32 | 15 | 17 | .469 | 5.0  | 5.0  |
| Venados de Mazatlán      | 32 | 14 | 18 | .438 | 6.0  | 4.5  |
| Águilas de Mexicali      | 32 | 14 | 18 | .438 | 6.0  | 4.0  |
| Cañeros de Los Mochis    | 32 | 9  | 23 | .281 | 11.0 | 3.5  |

### Segunda vuelta
| Equipos                  | JJ | JG | JP | PCT  | JV  | PTS  |
| ------------------------ | -- | -- | -- | ---- | --- | ---- |
| Águilas de Mexicali      | 36 | 22 | 14 | .611 | -   | 10.0 |
| Naranjeros de Hermosillo | 36 | 20 | 16 | .556 | 2.0 | 9.0  |
| Mayos de Navojoa         | 36 | 20 | 16 | .556 | 2.0 | 8.0  |
| Sultanes de Monterrey    | 35 | 18 | 17 | .514 | 3.5 | 7.0  |
| Charros de Jalisco       | 35 | 18 | 17 | .514 | 3.5 | 6.0  |
| Yaquis de Ciudad Obregón | 36 | 18 | 18 | .500 | 4.0 | 5.5  |
| Algodoneros de Guasave   | 36 | 18 | 18 | .500 | 4.0 | 5.0  |
| Tomateros de Culiacán    | 36 | 16 | 20 | .444 | 6.0 | 4.5  |
| Venados de Mazatlán      | 36 | 15 | 21 | .417 | 7.0 | 4.0  |
| Cañeros de Los Mochis    | 36 | 14 | 22 | .323 | 9.0 | 3.5  |

### General
| Equipos                  | JJ | JG | JP | PCT  | JV   |
| ------------------------ | -- | -- | -- | ---- | ---- |
| Mayos de Navojoa         | 68 | 40 | 28 | .588 | -    |
| Algodoneros de Guasave   | 68 | 37 | 31 | .544 | 3.0  |
| Charros de Jalisco       | 67 | 36 | 31 | .537 | 3.5  |
| Naranjeros de Hermosillo | 68 | 36 | 32 | .529 | 4.0  |
| Yaquis de Ciudad Obregón | 68 | 36 | 32 | .529 | 4.0  |
| Águilas de Mexicali      | 68 | 36 | 32 | .529 | 4.0  |
| Sultanes de Monterrey    | 67 | 33 | 34 | .493 | 6.5  |
| Tomateros de Culiacán    | 68 | 33 | 35 | .485 | 7.0  |
| Venados de Mazatlán      | 68 | 29 | 39 | .426 | 11.0 |
| Cañeros de Los Mochis    | 68 | 23 | 45 | .338 | 17.0 |

### Puntos
| Equipos                  | 1V   | 2V   | TOTAL |
| ------------------------ | ---- | ---- | ----- |
| Mayos de Navojoa         | 10.0 | 8.0  | 18.0  |
| Naranjeros de Hermosillo | 5.5  | 9.0  | 14.5  |
| Algodoneros de Guasave   | 9.0  | 5.5  | 14.0  |
| Charros de Jalisco       | 8.0  | 6.0  | 14.0  |
| Águilas de Mexicali      | 4.0  | 10.0 | 14.0  |
| Yaquis de Ciudad Obregón | 7.0  | 5.5  | 12.5  |
| Sultanes de Monterrey    | 5.0  | 7.0  | 12.0  |
| Tomateros de Culiacán    | 6.0  | 4.5  | 10.5  |
| Venados de Mazatlán      | 4.5  | 4.0  | 8.5   |
| Cañeros de Los Mochis    | 3.5  | 3.5  | 7.0   |

| Avanza a los playoffs |

## Playoffs
|  | Primer Play Off              | Primer Play Off              | Primer Play Off              |         |   | Semifinales          | Semifinales          | Semifinales          |  |   | Final                 | Final                 | Final                 |  |
|  | Del 25 de Dic al 02 de Enero | Del 25 de Dic al 02 de Enero | Del 25 de Dic al 02 de Enero |         |   | Del 4 al 12 de Enero | Del 4 al 12 de Enero | Del 4 al 12 de Enero |  |   | Del 14 al 22 de Enero | Del 14 al 22 de Enero | Del 14 al 22 de Enero |  |
|  |                              |                              |                              |         |   |                      |                      |                      |  |   |                       |                       |                       |  |
|  |                              |                              |                              |         |   |                      |                      |                      |  |   |                       |                       |                       |  |
|  | 8                            | Culiacán                     | 4                            |         |   |                      |                      |                      |  |   |                       |                       |                       |  |
|  | 8                            | Culiacán                     | 4                            |         |   |                      |                      |                      |  |   |                       |                       |                       |  |
|  | 1                            | Navojoa                      | 0                            |         |   |                      |                      |                      |  |   |                       |                       |                       |  |
|  | 1                            | Navojoa                      | 0                            |         | 8 | Culiacán             | 4                    |                      |  |   |                       |                       |                       |  |
|  |                              |                              |                              |         | 8 | Culiacán             | 4                    |                      |  |   |                       |                       |                       |  |
|  |                              |                              | 3                            | Guasave | 2 |                      |                      |                      |  |   |                       |                       |                       |  |
|  | 6                            | Obregón                      | 3                            | Guasave | 2 | 1                    |                      |                      |  |   |                       |                       |                       |  |
|  | 6                            | Obregón                      |                              |         |   |                      |                      |                      |  |   |                       |                       |                       |  |
|  | 3                            | Guasave                      | 4                            |         |   |                      |                      |                      |  |   |                       |                       |                       |  |
|  | 3                            | Guasave                      | 4                            |         |   |                      |                      |                      |  | 8 | Culiacán              | 3                     |                       |  |
|  |                              |                              |                              |         |   |                      |                      |                      |  | 8 | Culiacán              | 3                     |                       |  |
|  |                              |                              | 4                            | Jalisco | 4 |                      |                      |                      |  |   |                       |                       |                       |  |
|  | 7                            | Monterrey                    | 4                            | Jalisco | 4 | 4                    |                      |                      |  |   |                       |                       |                       |  |
|  | 7                            | Monterrey                    |                              |         |   |                      |                      |                      |  |   |                       |                       |                       |  |
|  | 2                            | Hermosillo                   | 3                            |         |   |                      |                      |                      |  |   |                       |                       |                       |  |
|  | 2                            | Hermosillo                   | 3                            |         | 7 | Monterrey            | 3                    |                      |  |   |                       |                       |                       |  |
|  |                              |                              |                              |         | 7 | Monterrey            | 3                    |                      |  |   |                       |                       |                       |  |
|  |                              |                              | 4                            | Jalisco | 4 |                      |                      |                      |  |   |                       |                       |                       |  |
|  | 5                            | Mexicali                     | 4                            | Jalisco | 4 | 2                    |                      |                      |  |   |                       |                       |                       |  |
|  | 5                            | Mexicali                     |                              |         |   |                      |                      |                      |  |   |                       |                       |                       |  |
|  | 4                            | Jalisco                      | 4                            |         |   |                      |                      |                      |  |   |                       |                       |                       |  |
|  | 4                            | Jalisco                      | 4                            |         |   |                      |                      |                      |  |   |                       |                       |                       |  |
|  |                              |                              |                              |         |   |                      |                      |                      |  |   |                       |                       |                       |  |

### Primer Play Off
| Equipos                  | JJ | JG | JP | JV  | PCT   |
| ------------------------ | -- | -- | -- | --- | ----- |
| Tomateros de Culiacán    | 4  | 4  | 0  | -   | 1.000 |
| Algodoneros de Guasave   | 5  | 4  | 1  | -   | .800  |
| Charros de Jalisco       | 6  | 4  | 2  | -   | .667  |
| Sultanes de Monterrey    | 7  | 4  | 3  | -   | .571  |
| Naranjeros de Hermosillo | 7  | 3  | 4  | 1.0 | .429  |
| Águilas de Mexicali      | 6  | 2  | 4  | 2.0 | .333  |
| Yaquis de Ciudad Obregón | 5  | 1  | 4  | 3.0 | .200  |
| Mayos de Navojoa         | 4  | 0  | 4  | 4.0 | .000  |

| Avanza a semifinales |

### Semifinales
| Equipos                | JJ | JG | JP | JV  | PCT  |
| ---------------------- | -- | -- | -- | --- | ---- |
| Tomateros de Culiacán  | 6  | 4  | 2  | -   | .667 |
| Charros de Jalisco     | 7  | 4  | 3  | -   | .571 |
| Sultanes de Monterrey  | 7  | 3  | 4  | 1.0 | .429 |
| Algodoneros de Guasave | 6  | 2  | 4  | 2.0 | .333 |

| Avanza a la Final |

### Final
| Equipos               | JJ | JG | JP | JV  | PCT  |
| --------------------- | -- | -- | -- | --- | ---- |
| Charros de Jalisco    | 7  | 4  | 3  | -   | .571 |
| Tomateros de Culiacán | 7  | 3  | 4  | 1.0 | .429 |

| Campeón |

## Cuadro de honor
| Equipos                  | Posición   |
| ------------------------ | ---------- |
| Charros de Jalisco       | Campeón    |
| Tomateros de Culiacán    | Subcampeón |
| Sultanes de Monterrey    | 3.º Lugar  |
| Algodoneros de Guasave   | 4.º Lugar  |
| Naranjeros de Hermosillo | 5.º Lugar  |
| Águilas de Mexicali      | 6.º Lugar  |
| Yaquis de Ciudad Obregón | 7.º Lugar  |
| Mayos de Navojoa         | 8.º Lugar  |
| Venados de Mazatlán      | 9.º Lugar  |
| Cañeros de Los Mochis    | 10.º Lugar |

## Líderes
A continuación se muestran los lideratos tanto individuales como colectivos de los diferentes departamentos de bateo y de pitcheo

### Bateo
| Categoría               | Individual                                  | Marca | Colectivo   | Marca |
| ----------------------- | ------------------------------------------- | ----- | ----------- | ----- |
| Porcentaje              | Tirso Ornelas (NAV)                         | .353  | Por Definir | -     |
| Carreras Producidas     | Joey Meneses (CLN)                          | 47    | Por Definir | -     |
| Home Runs               | Kyle Martin (NAV)                           | 17    | Por Definir | -     |
| Carreras Anotadas       | Jose Cardona (HMO)                          | 52    | Por Definir | -     |
| Hits                    | Ramon Rios (MAZ)                            | 88    | Por Definir | -     |
| Dobles                  | Jose Cardona (HMO) Roberto Valenzuela (MTY) | 18    | Por Definir | -     |
| Triples                 | Samar Leyva (NAV)                           | 4     | Por Definir | -     |
| Bases Robadas           | Dairon Blanco (CLN)                         | 21    | Por Definir | -     |
| Slugging                | Kyle Martin (NAV)                           | .572  | Por Definir | -     |
| Porcentaje de Embasarse | Sebastián Elizalde (CUL)                    | .583  | Por Definir | -     |

### Pitcheo
| Categoría        | Individual           | Marca | Colectivo   | Marca |
| ---------------- | -------------------- | ----- | ----------- | ----- |
| Efectividad      | Elian Leyva (HMO)    | 1.54  | Por Definir | -     |
| Juegos Ganados   | Elian Leyva (HMO)    | 7     | Por Definir | -     |
| Ponches          | Octavio Acosta (NAV) | 69    | Por Definir | -     |
| Juegos Salvados  | Jake Sanchez (MXL)   | 26    | Por Definir | -     |
| Juegos Lanzados  | Ivan Zavala (MAZ)    | 43    |             |       |
| Innings Lanzados | Ryan Verdugo(HMO)    | 82.1  | Por Definir | -     |
| Juegos Completos | Fabian Cota (MOC)    | 1     | Por Definir | -     |
| Blanqueadas      | Fabian Cota (MOC)    | 1     | Por Definir | -     |

## Designaciones
| Designación                           | Trofeo             | Ganador            | Equipo                   |
| ------------------------------------- | ------------------ | ------------------ | ------------------------ |
| Jugador Más Valioso                   | Héctor Espino      | Jake Sanchez       | Águilas de Mexicali      |
| Pitcher del Año                       | Vicente Romo       | Elian Leyva        | Naranjeros de Hermosillo |
| Relevista del Año                     | Isidro Márquez     | Jake Sanchez       | Águilas de Mexicali      |
| Novato del año                        | Baldomero Almada   | Tirso Ornelas      | Mayos de Navojoa         |
| Mánager del Año                       | Benjamín Reyes     | Matías Carrillo    | Mayos de Navojoa         |
| Mánager Campeón                       | Francisco Estrada  | Roberto Vizcarra   | Charros de Jalisco       |
| Jugador Más Valioso de la Serie Final |                    | Brennan Bernardino | Charros de Jalisco       |
| Campeón de Bateo                      | Matías Carrillo    | Tirso Ornelas      | Mayos de Navojoa         |
| Campeón de Pitcheo                    |                    | Elian Leyva        | Naranjeros de Hermosillo |
| Campeón de Cuadrangulares             | Ronnie Camacho     | Kyle Martin        | Mayos de Navojoa         |
| Ejecutivo del año                     | Horacio López Díaz | Por Definir        | Por Definir              |
| Gerente del año                       | Abundio Vargas     | Por Definir        | Por Definir              |

## Guantes de Oro
A continuación se muestran a los ganadores de los Guantes de Oro de la temporada.
| Posición | Jugador                  | Equipo                   |
| C        | Xorge Carrillo           | Águilas de Mexicali      |
| 1B       | Jesse Castillo           | Algodoneros de Guasave   |
| 2B       | Daniel Castro            | Águilas de Mexicali      |
| 3B       | Ricardo Serrano          | Sultanes de Monterrey    |
| SS       | Roberto Valenzuela       | Sultanes de Monterrey    |
| JI       | Norberto Obeso           | Naranjeros de Hermosillo |
| JC       | José Cardona             | Naranjeros de Hermosillo |
| JD       | Misael Germán            | Venados de Mazatlán      |
| P        | Carlos Viera Miguel Peña | Águilas de Mexicali      |

## Asistencia de público
Por Definir